# Suicide Silence
Suicide Silence est un groupe de deathcore américain, originaire de Riverside, en Californie. Formé en 2002, le groupe a commercialisé sept albums studio, un extended play et diffusé sept vidéoclips. Le groupe est positivement accueilli par l'ensemble des critiques puis en 2009, Suicide Silence a été récompensé par le magazine Revolver du Golden God dans la catégorie « Nouveau meilleur talent ». Le groupe est actuellement composé du chanteur Hernan « Eddie » Hermida, des guitaristes Chris Garza et Mark Heylmun, du bassiste Dan Kenny.

## Biographie

### Formation etThe Cleansing(2002–2008)
Suicide Silence est fondé en 2002 à Riverside, en Californie, et fut à cette période un second projet pour la plupart des membres du groupe. Le groupe joue pour la première fois dans la scène locale à Riverside et se constituait des guitaristes Chris Garza et Rick Ash, du bassiste Mike Bodkins, du batteur Josh Goddard, ainsi que des deux chanteurs Mitch Lucker et Tanner Womack. Peu après leur première performance, le groupe renvoie Womack et enregistre sa première démo. Il enregistre sa seconde démo en 2004. Cette même année, les membres du groupe prennent le projet Suicide Silence très au sérieux, et enregistrent leur troisième et dernière démo en 2006, après avoir commercialisé leur premier EP officiel Suicide Silence EP (en) distribué par le label Third Degree Records, puis au Royaume-Uni par Deep End Records. Le batteur Josh Goddard quitte le groupe en 2006 et est remplacé par Alex Lopez, l'ancien guitariste des groupes Blacheart Eulogy et The Funeral Pyre (en).
Deux ans plus tard, le groupe signe chez Century Media et commercialise son premier album intitulé The Cleansing. L'album est mixé par Tue Madsen, produit par John Travis et présente une couverture créée par Dave McKean,. Il débute à la 94e place du Billboard 200 avec 7 250 exemplaires vendus dès sa première semaine après sa sortie. Les ventes de cette semaine ont permis à The Cleansing de devenir l'un des meilleurs albums en terme vente pour Century Media history. Grâce au succès de leur premier album, Suicide Silence participe au Mayhem Festival qui a pris place en été 2008. Par la suite, ils partent pour une tournée en Europe en compagnie de Parkway Drive et Bury Your Dead, suivie d'une tournée aux États-Unis en compagnie des mêmes groupes. Suicide Silence participe ensuite à une tournée en Australie en compagnie de Parkway Drive, A Day to Remember et The Acacia Strain à la mi-2008 à la même période durant laquelle ils participent au Sweat Fest. À ce stade, Suicide Silence réussit à se créer de nombreux fans à travers le monde. De retour dans le pays après de nombreuses tournées, le groupe reprend la musique Engine No.9 de Deftones et la commercialise dans leur édition limitée de Green Monster, et sur iTunes la même année.

### No Time to Bleed(2008–2010)
Peu après leur participation au Mayhem Festival en été 2008, un titre sur le profil MySpace de Suicide Silence rapporte « Suicide Silence (Is writing a new album) » (en français : Suicide Silence (en cours d'écriture d'un nouvel album)), une première indication pour la future commercialisation de leur second album. Le 26 juin 2008, Mitch Lucker apparaît sur le blogue podcast Headbangers Ball. Durant l'entrevue, Lucker explique que des titres comme The Cleansing seraient enregistrés en studio plutôt qu'en live. Le titre de ce futur album est révélé être No Time to Bleed. Suicide Silence commence l'enregistrement de No Time to Bleed en février. Pendant Music as a Weapon et Cleansing the Nation tour, le groupe joue les titres No Time to Bleed, Your Creations, Lifted et Wake Up des mois avant la commercialisation officielle de leur album. En avril, ils sont récompensés par le magazine Revolver du Golden God dans la catégorie « Groupe innovateur ». Suicide Silence participe à la tournée Pedal to the Metal de 2009, en compagnie des groupes Mudvayne, Static-X, Bury Your Dead, Dope et Black Label Society. La même année, le groupe est récompensé du Golden God dans la catégorie « Meilleur nouveau talent ».
Suicide Silence commercialise No Time to Bleed le 30 juin 2009 chez Century Media. L'album se classe 32e place au Billboard 200 avec 14 000 exemplaires vendus sa première semaine rien qu'aux États-Unis. La musique d'ouverture, Wake Up, est commercialisé par téléchargement en ligne en tant qu'extended play, avec la version originale et une version remixée par Shawn Crahan du groupe Slipknot. Un vidéoclip est également diffusé à ses débuts sur Fearnet,. Genocide est le second single de l'album. Ce vidéoclip a été créé en collaboration avec Bloody Disgusting, et un remix de la chanson est présenté dans l'album musical du film Saw VI,. Suicide Silence annonce la production d'un vidéoclip pour la chanson Disengage, qui a précédemment été commercialisé en tant que single le 20 avril 2010. La vidéo a été diffusée courant 2010. Le groupe participe au Warped Tour 2010 sur le Altec Lansing Stage. En octobre, le groupe commence sa première tournée en heandline depuis deux ans encouragé par MyChildren MyBride (en), Molotov Solution, The Tony Danza Tapdance Extravaganza (en) et Conducting from the Grave.

### The Black Crown, et mort de Mitch Lucker (2011–2013)

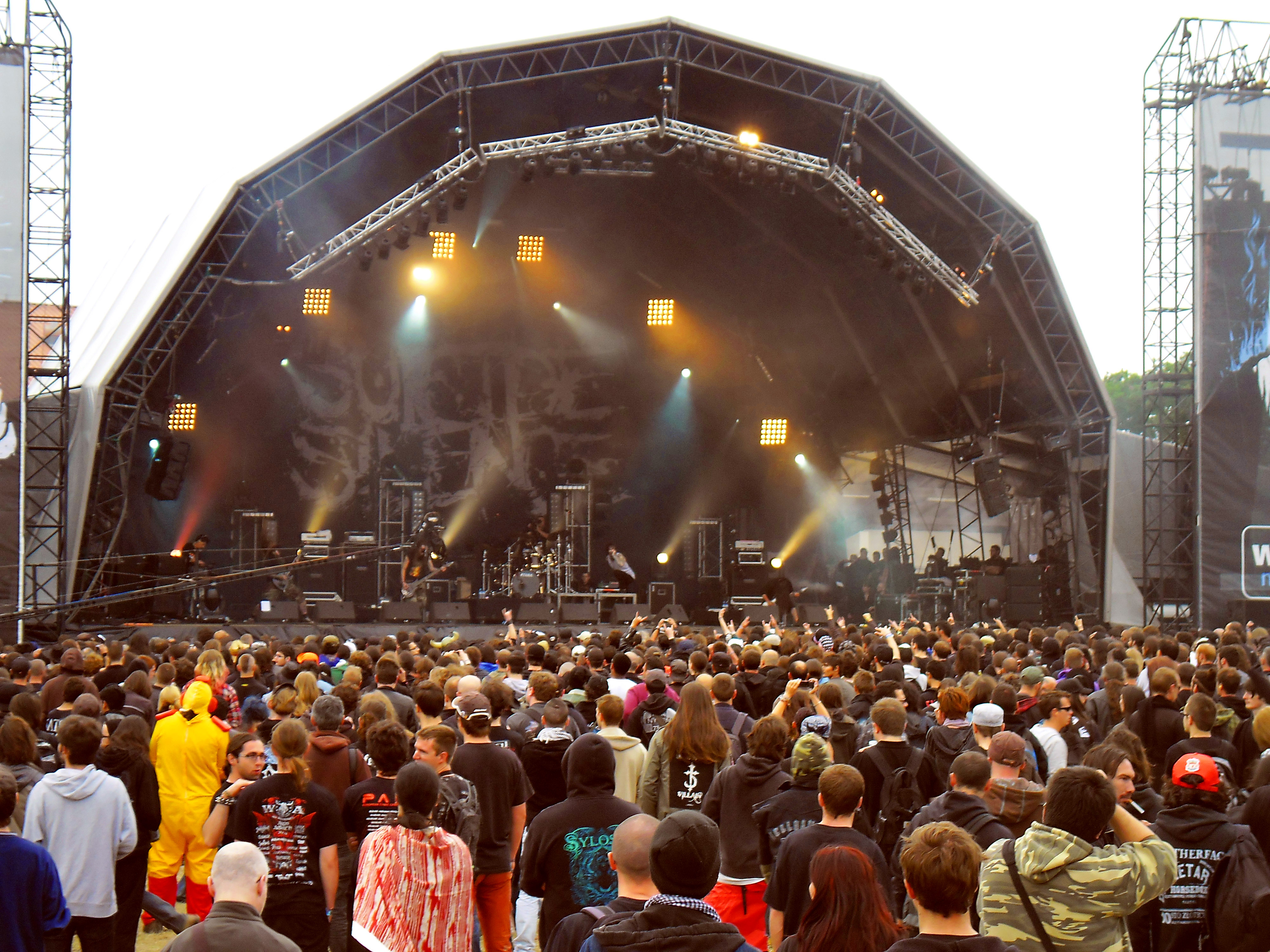
Suicide Silence au Hellfest 2011

En 2011, Suicide Silence commence les préparatifs pour leur troisième album à Big Bear, en Californie, avec le producteur Steve Evetts (en),. Courant mars, le groupe participe au California's Metalfest, et une semaine plus tard, aux Nevada's Extreme Thing festivals, et confirme la sortie de son futur album, intitulé The Black Crown. Les titres en cours de production impliquaient Cancerous Skies, Human Violence et Fuck Everything. Interrogé par Kerrang!, Lucker révèle que les thèmes lyriques sont des sujets personnels, comme No Time to Bleed. Le titre Human Violence passe en avant-première sur la chaîne de radio Liquid Metal le 13 mai 2011. The Black Crown est commercialisé le 14 juillet 2011, et vendu à 14 400 exemplaires à la première semaine de sa sortie aux États-Unis, et débute à la 28e place du Billboard 200,.
Le groupe participe au line-up du quatrième Mayhem Festival , encore une fois sur l'Extreme Stage avec d'autres groupes dont Machine Head, Trivium et All Shall Perish durant juillet et août 2011. Le 1er novembre 2012, Orange County Coroners Office annonce le décès de Mitch Lucker à la suite d'un accident routier. Il explique que Lucker « a été prononcé mort à 6 h 17 le jeudi au UCI Medical Center du Comté d'Orange. » Un rapport explique son décès à 21 h le 31 octobre à la suite d'un accident de moto,,. Le 21 décembre 2012, une émission consacrée à Kenadee Lucker est retransmise depuis le Fox Theater (en) de Pomona (Californie). L'émission s'intitulait Ending is the Beginning: Mitch Lucker Memorial Show en hommage aux premières chansons du groupe et des périodes durant lesquelles Mitch était encore en vie. L'émission elle-même présentait Suicide Silence différentes musiques avec différents chanteurs. Le 2 octobre 2013, Suicide Silence confirme la continuité de ses productions musicales avec un nouveau chanteur, Hernan « Eddie » Hermida du groupe All Shall Perish.

### You Can't Stop Me(2013–2014)
Le 23 octobre 2012, le groupe annonce sur Facebook son intention de créer un quatrième album. Le 6 mai 2013, le single Cease to Exist est dévoilé, il s'ensuit le 2e single Don't Die le 12 juin. L'album nommé You Can't Stop Me sort le 11 juillet 2014 en Europe, le 14 juillet au Royaume-Uni et en France, le 15 juillet aux États-Unis, sous le label discographique Nuclear Blast. Dedans y est inclus une chanson du premier EP de Suicide Silence nommée Ending of the Beginning datant de 2005 et chantée par Hernan Hermida pour cet album.

### Cinquième album (depuis 2015)
Le 6 octobre 2015, Suicide Silence annonce sur Facebook un nouvel EP pour le 23 octobre 2015, Sacred Words, qui contient la chanson éponyme You Can't Stop Me. Il contiendra Sacred Words et d'autres chansons exclusives comme trois chansons live et une performance live au festival hongrois RockPart. Le groupe annonce aussi un nouvel album pour 2016.

## Membres

### Membres actuels
- Chris Garza — guitare rythmique (depuis 2002)
- Mark Heylmun — guitare solo (depuis 2005)
- Alex Lopez — batterie (depuis 2006)
- Dan Kenny — guitare basse (depuis 2008)
- Hernan « Eddie » Hermida — chant (depuis 2013)

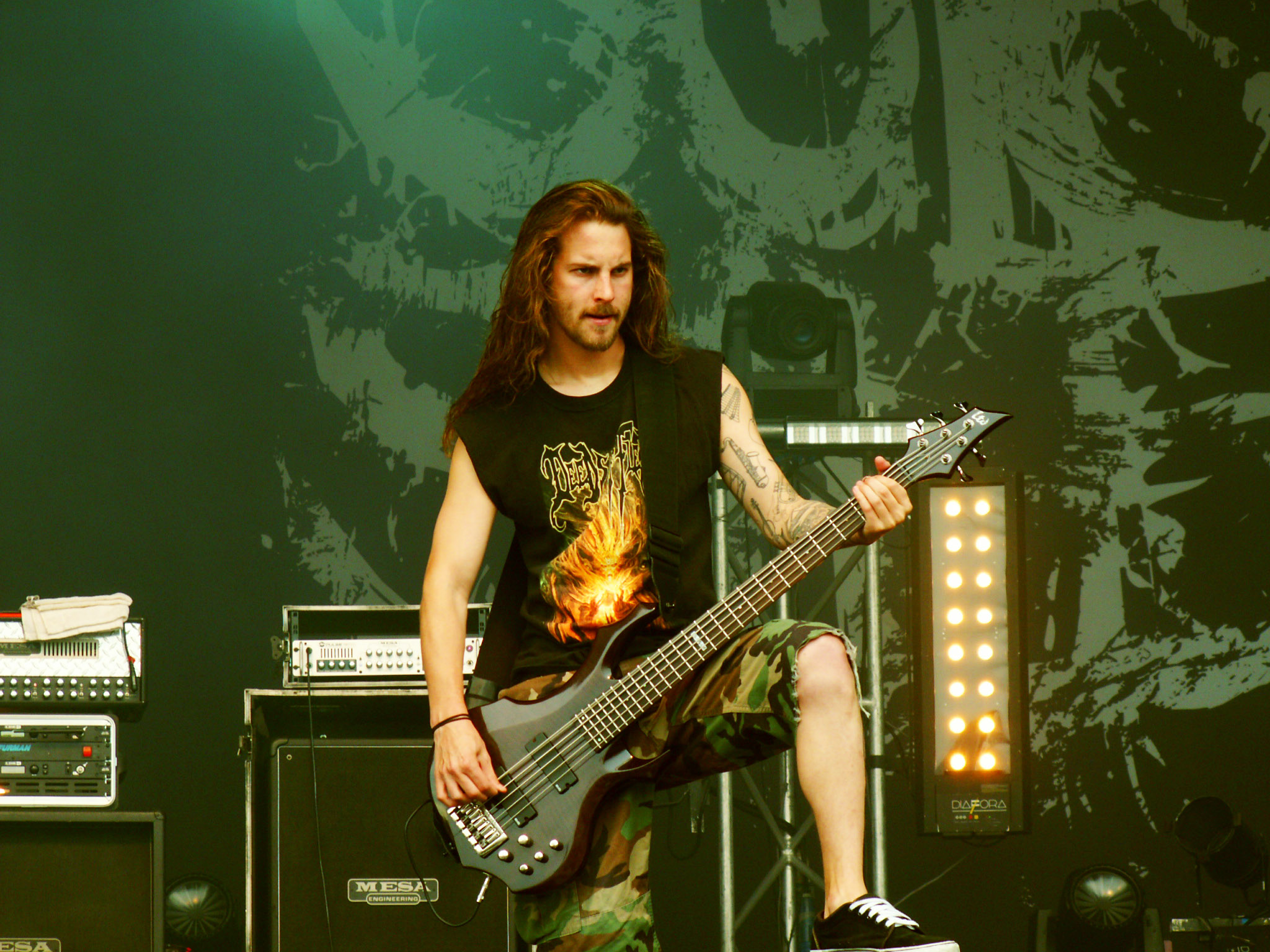
Dan Kenny au Hellfest 2011
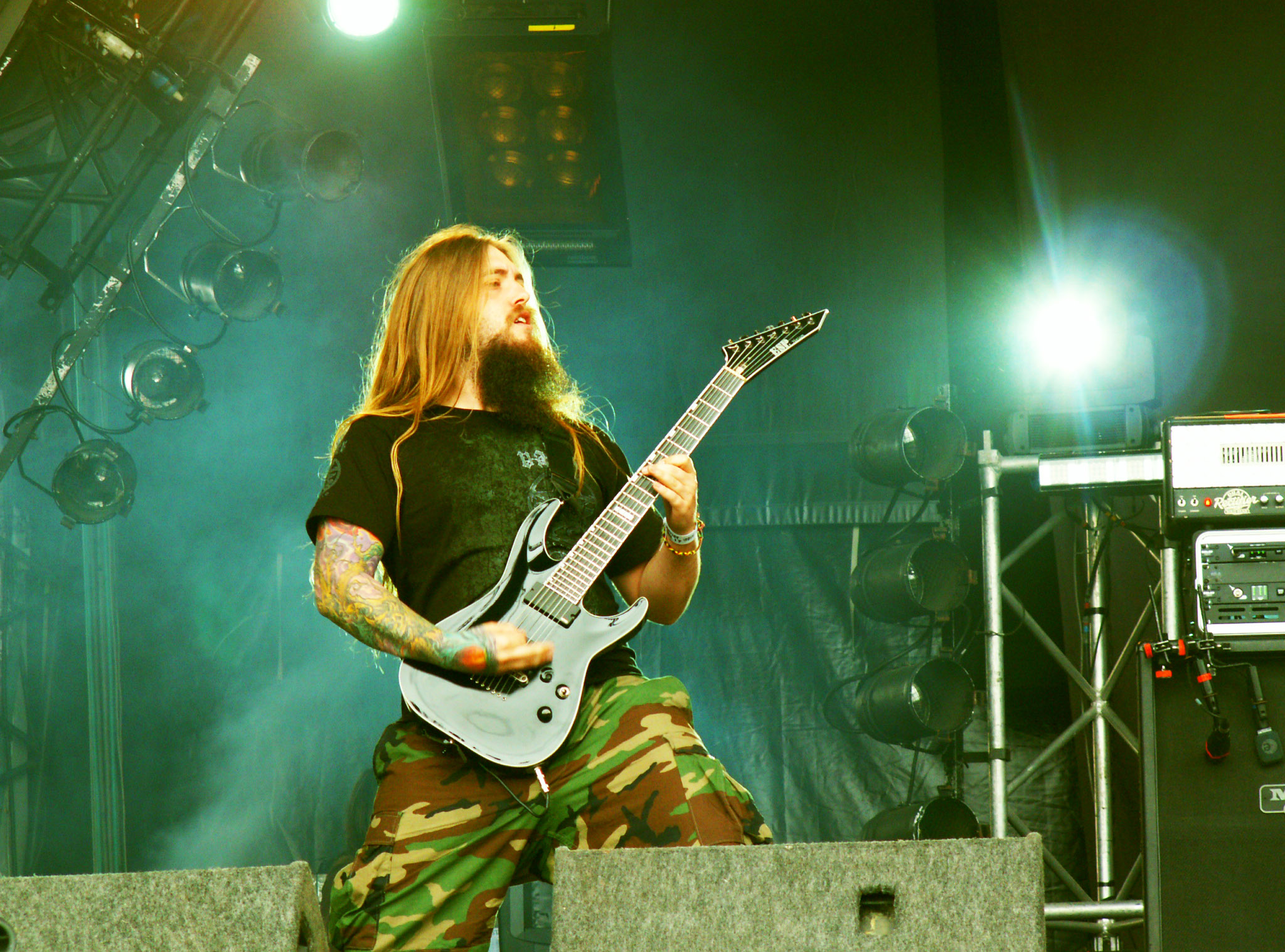
Mark Heylmun au Hellfest 2011

### Anciens membres
- Mitch Lucker — chant (2002—2012) (décédé)
- Mike Bodkins — guitare basse, chant secondaire (2002—2008)
- Josh Goddard — batterie (2002—2006)
- Rick Ash — guitare solo (2002—2005)
- Tanner Womack — chant (2002)

## Discographie

### Albums studio
| Date | Titre                                                   | Label         | Classement | Classement | Classement      | Classement |
| Date | Titre                                                   | Label         | Top 200    | Rock Chart | Hard Rock Chart |            |
| ---- | ------------------------------------------------------- | ------------- | ---------- | ---------- | --------------- | ---------- |
| 2007 | The Cleansing                                           | Century Media | 94         | -          | -               |            |
| 2009 | No Time to Bleed                                        | Century Media | 32         | 12         | 6               |            |
| 2011 | The Black Crown                                         | Century Media | 28         | 7          | 3               |            |
| 2014 | Ending Is The Beginning: The Mitch Lucker Memorial Show | Century Media | -          | -          | -               |            |
| 2014 | You can't stop me                                       | Nuclear Blast | -          | -          | -               |            |
| 2017 | Suicide Silence                                         | Nuclear Blast | -          | -          | -               |            |
| 2020 | Become the Hunter                                       | Nuclear Blast |            |            |                 |            |
| 2022 | The Cleansing (Ultimate Edition)                        | Century Media |            |            |                 |            |
| 2023 | Remember... You Must Die                                | Century Media |            |            |                 |            |

### EPs
- 2005 : Suicide Silence
- 2009 : Wake Up
- 2015 : Sacred Words
- 2023 : Dying Life

### Split
- 2006 : Suicide Silence/Downtown Massacre

### Vidéographie
| Date | Titre                | Directeur            |
| ---- | -------------------- | -------------------- |
| 2007 | No Pity For A Coward | Inconnu              |
| 2008 | The Price of Beauty  | Matt Bass            |
| 2008 | Bludgeoned to Death  | David Brodsky        |
| 2009 | Unanswered           | Jerry Clubb          |
| 2009 | Wake Up              | David Brodsky        |
| 2009 | Genocide             | Jerry Clubb          |
| 2010 | Disengage            | Thomas Mignone       |
| 2011 | You Only Live Once   | Nathan « Karma » Cox |
| 2012 | Slaves to Substance  | Nathan « Karma » Cox |
| 2012 | Fuck Everything      | Jeremy Schott        |